# Język moskona
Język moskona, także: meninggo (a. meningo), sabena, meyah – język papuaski używany w prowincji Papua Zachodnia w Indonezji, przez grupę ludności na półwyspie Ptasia Głowa. Według danych z 1996 roku posługuje się nim 8 tys. osób.
Jest spokrewniony z językiem meyah, a w dalszej kolejności z językiem sougb. Bywa rozpatrywany jako dialekt meyah. Według G. Gravelle (2010) są to jednak odrębne języki, o minimalnym poziomie wzajemnej zrozumiałości.
G. Gravelle podaje, że dzieli się na dwa główne dialekty: północny i południowy. Jego użytkownicy mają znajomość innych języków, takich jak meyah, sougb i maybrat, choć często tylko bierną. W użyciu jest także język indonezyjski. Grupy bardziej odizolowane, niemające styczności z innymi społecznościami, komunikują się jedynie we własnym języku.
Należy do grupy języków wschodniej Ptasiej Głowy. Ross (2005) próbnie zalicza języki wschodniej Ptasiej Głowy do rozszerzonej rodziny języków zachodniopapuaskich.
Sporządzono opis jego gramatyki (2010) . Jest zapisywany alfabetem łacińskim.